# Kazachstan op de Olympische Winterspelen 2006
Tijdens de Olympische Winterspelen van 2006 die in Turijn werden gehouden nam Kazachstan voor de vierde keer deel aan de Winterspelen.
Er werden geen medaille veroverd. Er deden 67 sporters mee in zeven takken van sport.

## Deelnemers

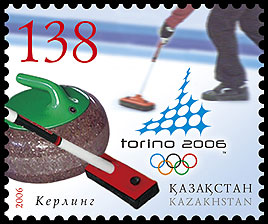
Postzegel van Kazachstan

| Sport | Aantal | Mannen | Vrouwen |
| --- | ------ | --- | --- |
| Alpineskiën | 2      | Victor Ryabchenko | Vera Eremenko |
| Biatlon | 7      | Erben Abdrakhmanov Alexsandr Chervyhkov | Jelena Dubok Olga Dudchenko Anna Lebedeva Tatiana Mazunina Irina Mozhevitina                                                                       |
| Freestyleskiën | 4      | Dmitry Barmashov Dmitriy Reiherd | Darya Vladimirovna Rybalova Yuliya Rodionova |
| Langlaufen | 19     | Alexander Babenko Nikolay Chebotko Sergey Cherepanov Dmitrij Eremenko Andrey Golovko Andrey Kondroschev Yevgeniy Koschevoy Denis Krivushkin Maxim Odnovortsev Aleksej Poltoranin Yevgeny Safonov | Elena Antonova Natalya Issachenko Oxana Jatskaja Elena Kolomina Svetlana Malahova-Shishkina Tatyana Shedenko Daria Starostina Yevgeniya Voloshenko |
| Schaatsen | 8      | Dmitri Babenko Aleksey Belyayev Vladimir Kostin Sergey Pronin Vladimir Sjerstjuk Aleksej Zjigin                                                                                                  | Nataliya Rybakova |
| Schansspringen | 4      | Ivan Karaulov Nikolay Karpenko Alexey Korolev Asan Tahtahunov Radik Zhaparov | |
| IJshockey | 23     | Olympisch team * | |
| * Sergey Alexandrov / Nikolai Antropov / Artyom Argokov / Dmitriy Dudarev / Alexey Koledayev Vitaly Kolesnik / Alexander Koreshkov / Yevgeniy Koreshkov / Oleg Kovalenko / Andrey Ogorodnikov Sergey Ogureshnikov / Andrey Pchelyakov / Fedor Polishchuk / Yevgeniy Pupkov / Andrey Samokhvalov Konstantin Shafranov / Denis Shemelin / Vitaliy Tregubov / Alexey Troshchinskiy / Andrey Troshchinskiy Dmitriy Upper / Alexey Vassilchenko / Vitaliy Yeremeyev |        | | |

Albanië · Algerije · Amerikaanse Maagdeneilanden · Andorra · Argentinië · Armenië · Australië · Azerbeidzjan · België · Bermuda · Bosnië en Herzegovina · Brazilië · Bulgarije · Canada · Chili · China · Chinees Taipei · Costa Rica · Cyprus · Denemarken · Duitsland · Estland · Ethiopië · Finland · Frankrijk · Georgië · Griekenland · Groot-Brittannië · Hongarije · Hongkong · Ierland · IJsland · India · Iran · Israël · Italië · Japan · Kazachstan · Kenia · Kirgizië · Kroatië · Letland · Libanon · Liechtenstein · Litouwen · Luxemburg · Macedonië · Madagaskar · Moldavië · Monaco · Mongolië · Nederland · Nepal · Nieuw-Zeeland · Noord-Korea · Noorwegen · Oekraïne · Oezbekistan · Oostenrijk · Polen · Portugal · Roemenië · Rusland · San Marino · Senegal · Servië en Montenegro · Slovenië · Slowakije · Spanje · Tadzjikistan · Thailand · Tsjechië · Turkije · Venezuela · Verenigde Staten · Wit-Rusland · Zuid-Afrika · Zuid-Korea · Zweden · Zwitserland